# Медведева, Светлана Владимировна
Светла́на Влади́мировна Медве́дева (урождённая Ли́нник; род. 15 марта 1965, Кронштадт, Ленинград, РСФСР, СССР) — первая леди Российской Федерации с 2008 по 2012 год, супруга 3-го Президента России Дмитрия Медведева, общественный деятель.
После российского вторжения на Украину находится под санкциями Канады, США, Японии и Украины.

## Биография
Светлана Владимировна Линник родилась 15 марта 1965 года в семье Владимира Алексеевича Линника, военного моряка, и экономиста Ларисы Ивановны Линник в городе Кронштадте. Жила в детстве в деревне Коваши, городе Ломоносове, Кронштадте, потом переехала в Ленинград, где она и пошла в школу.
Познакомилась с учившимся в параллельном классе будущим мужем Дмитрием Анатольевичем Медведевым в 1-м классе в 1972 году, она училась в 1-м «В», а он — в 1-м «Б», а стали встречаться уже в седьмом классе (в 14 лет) средней школы № 305 в Купчино (Ленинград). Участвовала в спектаклях, КВН и другой самодеятельности.
Окончила Ленинградский финансово-экономический институт (сейчас Санкт-Петербургский государственный экономический университет), факультет статистики, бухучёта и экономического анализа, с первого курса она сразу перевелась на вечернее отделение, ещё учась на вечернем начала работать, работает в Москве и занимается организацией общественных мероприятий в Санкт-Петербурге.
С апреля 2007 года возглавляет попечительский совет «Духовно-нравственная культура подрастающего поколения России».
С декабря 2008 года является Президентом Фонда социально-культурных инициатив.

## Семья
24 декабря 1993 года вышла замуж за Дмитрия Анатольевича Медведева.
Сын Илья Медведев родился 3 августа 1995 года.

## Общественная деятельность
Является руководителем попечительского совета целевой комплексной программы «Духовно-нравственная культура подрастающего поколения России», созданной по благословению патриарха Алексия II. Также занимается благотворительностью: патронирует Санкт-Петербургский дом-интернат № 1, в котором живёт 316 воспитанников в возрасте от 4 до 25 лет.
В конце января 2008 года совершила паломничество в Дивеевский монастырь.
По её инициативе и при личном участии Фондом социально-культурных инициатив разработан ряд социальных, культурных и образовательных проектов. В их числе отмечаемый с 2008 года всероссийский праздник «День семьи, любви и верности». В основу акции «Подари мне жизнь», неразрывно связанную с «Днём семьи, любви и верности», заложены право ребёнка на жизнь и забота о репродуктивном здоровье женщин. Фондом разработана и успешно реализуется социальная программа «Белая роза», в рамках которой в Санкт-Петербурге, Владивостоке, Кемерове, Архангельске, Оренбурге и Благовещенске открылись благотворительные диагностические центры женского здоровья «Белая роза». Главная их задача — профилактика онкологических заболеваний репродуктивной сферы и молочных желёз.
Входит в попечительский совет фонда «Кронштадтский Морской собор во имя святителя Николая Чудотворца».

## Награды
- 12 ноября 2007 года Патриарх Алексий II вручил ей орден РПЦ Святой равноапостольной княгини Ольги II степени[16].
- 23 января 2008 года Патриарх Московский и всея Руси Алексий II вручил ей общественную награду Регионального благотворительного общественного фонда им. Великой княгини Евдокии Московской — Патриарший знак Великой княгини Евдокии Московской[17].
- 29 сентября 2008 года мэр Милана (Италия) Летиция Моратти вручила ей высшую награду города — «Амброджино Д’Оро» («Золотой Амвросий», итал. Ambrogino d'Oro)[18][19].
- 14 ноября 2008 года митрополит Смоленский и Калининградский Кирилл вручил ей Патриаршую грамоту за подготовку и проведение первого в России Дня семьи, любви и верности[20].
- 2010 год — Международная премия Кирилла и Мефодия (Славянский фонд России и Московская патриархия)[21].
- 2010 год — Почётный гражданин города Канны (Франция)[22].
- 19 апреля 2012 года — Орден «Славы и чести» I степени (РПЦ)[23].
- 15 октября 2012 года — Орден «Рухубелент» (Туркменистан) — за большой личный вклад в развитие сотрудничества между Туркменистаном и Российской Федерацией в сферах науки и образования, культурной и гуманитарной областях, за заслуги в укреплении дружественных отношений между двумя странами, в воспитании у молодёжи высоких духовно-нравственных принципов, а также с учётом проводимой ею масштабной общественной работы[24].
- В рейтинге «100 самых влиятельных женщин России» журнала «Огонёк», опубликованном в марте 2014 года, заняла 16-е место[25].
- Во внимание к помощи в строительстве храма Преображения Господня на Преображенской площади Москвы 8 мая 2015 года вручён орден РПЦ святой равноапостольной княгини Ольги I степени[26].
- 3 марта 2016 года Президент Российской Федерации В. В. Путин подписал распоряжение: «За большой вклад в реализацию мероприятий по восстановлению Кронштадтского морского собора во имя Святителя Николая Чудотворца наградить Почётной грамотой Президента Российской Федерации Медведеву Светлану Владимировну»[27].
- 30 декабря 2022 года — Знак отличия «За благодеяние» — за большой вклад в благотворительную и общественную деятельность[28].

## Расследование ФБК
4 декабря 2019 года ФБК опубликовал расследование, в котором утверждается, что в 2012—2018 годах Медведева пользовалась частным самолётом Bombardier Global Express 5000 за 50 млн $, принадлежащим тому же белизскому офшору, что и самолёт, которым пользовалась журналистка Наиля Аскер-заде. Согласно расчётам ФБК, ни Медведева, ни её муж Дмитрий Медведев не смогли бы оплатить аренду такого самолёта из своих задекларированных доходов.
6 декабря 2019 года пресс-секретарь Дмитрия Медведева Олег Осипов заявил: «Но раз вы спрашиваете меня, то я могу сказать, что, конечно, мы видели эту двухдневную политическую акцию. Это просто очередное манипулирование неподтвержденной информацией. При этом почему-то он решил, что его вопрос важнее тех, что задавали участники интервью. Тут и комментировать особо нечего. Во-первых, по известным причинам мы не раскрываем и не комментируем информацию о передвижениях членов семьи главы правительства, поскольку он является объектом госохраны. Что же касается различного рода транспортных средств и их использования, то все, что принадлежит Дмитрию Медведеву и его супруге, — указано в декларации. Если же кто-то из членов семьи главы правительства пользуется каким-либо иным видом транспорта, то все это оплачивается соответствующим образом из личных средств».